# Ghorban Ali Kalhor
Ghorban Ali Kalhor (persisch قربانعلي كلهر; * 9. Oktober 1952) ist ein ehemaliger iranischer Skirennläufer.

## Karriere
Kalhor vertrat den Iran 1972 und 1976 bei den Olympischen Winterspielen, welche zugleich auch als Alpine Skiweltmeisterschaften gewertet wurden. Sein bestes Ergebnis erreichte er 1972 in Sapporo mit Rang 33 im Slalom.
Nach den Spielen von Innsbruck ist er nicht mehr als Rennläufer in Erscheinung getreten.

## Erfolge

### Olympische Winterspiele
- Sapporo 1972: 33. Slalom, 55. Abfahrt, DSQ Riesenslalom
- Innsbruck 1976: 47. Riesenslalom, 55. Abfahrt, DNF Slalom

### Weltmeisterschaften
- Sapporo 1972: 33. Slalom, 55. Abfahrt, DSQ Riesenslalom
- Innsbruck 1976: 47. Riesenslalom, 55. Abfahrt, DNF Slalom